# Donséné
Ne doit pas être confondu avec Donséné-Yarcé.
Donséné est une commune située dans le département de Tenkodogo de la province de Boulgou dans la région du Centre-Est au Burkina Faso.